# Сперанка
Сперанка — деревня в Приволжском районе Самарской области, в составе сельского поселения Сельское поселение Давыдовка.
Население — 54 (2010).

## История
В Списке населённых мест Российской империи по сведениям за 1859 год упоминается как владельческая деревня Перанка (она же Михайловская), расположенная в прибрежье Волги, при речке Воложке, на расстоянии 95 вёрст от уездного города. Деревня относилась к Николаевскому уезду Самарской губернии. В населённом пункте проживало 177 мужчин и 182 женщины. 
После крестьянской реформы деревня была отнесена к Берёзоволукской волости. Согласно населённых мест Самарской губернии по сведениям за 1889 год в деревне насчитывалось 158 дворов, проживали 422 жителя, русские православного вероисповедания. Земельный надел составлял 197 десятин удобной земли, ветряная мельница и паровая мельница дворянина Баумгартен. 
Согласно Списку населённых мест Самарской губернии 1910 года в деревне проживали 287 мужчин и 294 женщины (бывшие помещичьи крестьяне, русские, православные). В Сперанке имелась школа грамоты.

## Физико-географическая характеристика
Деревня находится в Заволжье, на берегу Саратовского водохранилища, на высоте около 30-35 метров над уровнем моря (на севере граничит с селом Софьино). Почвы - чернозёмы обыкновенные.
Деревня расположена примерно в 13 км по прямой в юго-западном направлении от районного центра села Приволжье. По автомобильным дорогам расстояние до районного центра составляет 14 км, до областного центра города Самары - 150 км.
Часовой пояс
Сперанка, как и вся Самарская область, находится в часовой зоне МСК+1. Смещение применяемого времени относительно UTC составляет +4:00.

## Население
Динамика численности населения по годам:
| Годы      | 1859 | 1889 | 1910 | 2002 |
| --------- | ---- | ---- | ---- | ---- |
| Население | 359  | 422  | 581  | 68   |

| 2010 |
| ---- |
| 54   |

Национальный состав
Согласно результатам переписи 2002 года русские составляли 90 % населения деревни.